# انام (لوگر)
انام (به لاتین: Enam) یک منطقهٔ مسکونی در افغانستان است که در ولایت لوگر واقع شده‌است.